# Pałac Minoga
Pałac w Minodze – powstanie pierwszych zabudowań dworskich na terenie Minogi datuje się na początek XIII wieku, jednak pierwsze udokumentowane informacje o Pałacu pojawiają się w związku z najazdem rozbójniczym w 1653 r. 
Pałac, jeden z najpiękniejszych zabytków regionu, w swojej obecnej postaci wzniesiony został w 1859 roku według projektu Filipa Pokutyńskiego. Położony jest na terenie Jury Krakowsko-Częstochowskiej, 20 km od Krakowa. 8 km od Minogi zlokalizowany jest Ojcowski Park Narodowy przyciągający pięknem podkrakowskich skałek turystów z całego kraju. W pobliżu pałacu znajduje się także odrestaurowany spichlerz, park oraz winnica.

## Zespół Pałacowo-Parkowy w Minodze
W skład Zespołu Pałacowo-Parkowego położonego w dolinie potoku Minóżki wchodzą:
- pałac Wężyków z 1862,
- sześciohektarowy park krajobrazowy,
- aleje modrzewiowe,
- resztki murów dworu z XVII w.,
- bramy wjazdowe z XVII w.,
- spichlerz,
- dawny czworak
- winnica